# 4-я бригада морской пехоты Балтийского флота
4-я бригада морской пехоты — воинское соединение СССР в Великой Отечественной войне.

## История

### Формирование
Сформирована за счёт личного состава Балтийского флота и призванных из запаса военнообязанных в июле 1941 года в Кронштадте.
Из приказа 18 июля о формировании 3-й и 4-й бригады:
«О сформировании морских бригад № 3 и 4.
Во исполнении распоряжения Военного Совета Главного командования Северо- Западного Направления о создании 3 и 4 морских бригад приказываю.
3-ю морскую бригаду сформировать из воинских частей, базирующихся на Кронштадт, Петергоф и Ораниенбаум, под командованием полковника Рослова.
4-ю морскую бригаду сформировать из воинских морских частей, базирующихся на г. Ленинград под командованием генерал-майора Ненашева.
Формирование 3-й морской бригады возложить на командира КВМБ (Кронштадская Военно-морская база — прим. автора)контр-адмирала Иванова, 4-й морской бригады на командующего МОРЛиОР (Морская оборона Ленинграда и Озерного района — прим. автора) контр-адмирала Челпанова.
Формирование и вооружение произвести применительно к штату № 05/911 для морских бригад.
Формирование 1,2 и 3 батальонов 3-й бригады и 1,2 батальонов 4-й бригады закончить 19 июля 1941 г.
Формирование 4, 5 батальонов 3-й бригады закончить 24 июля 1941 г.
Формирование 3,4 батальонов 4-й бригады закончить 22 июля 1941 г.
4-й батальон 3-й бригады формировался командиром УО КБФ из рядового и младшего нач состава Кронштадтского флотского экипажа и отряда ВСНК (отряд Вновь строящихся надводных кораблей — прим. автора). Недостающий личный состав пополнить из УО КБФ.
5-й батальон из Запасного полка БО и Кронштадтского флотского экипажа».
В состав бригады вошли добровольцы, экипажи строящихся кораблей, личный состав учебного отряда подводного плавания. Командный состав бригады был набран из военнообязанных запаса и преподавателей высших военных учебных заведений, в том числе из Военно-морской медицинской академии. В бригаде было четыре стрелковых батальона (по три стрелковые и одной пулемётной роте), артиллерийский дивизион, миномётные батареи. Кроме того, в каждом батальоне имелся дополнительный пулемётный взвод, и взвод управления. По штату численность батальона составляла 765 человек, вооружённых 43 пистолетами, 631 винтовкой, 36 ручными и 18 станковыми пулемётами. Артиллерия бригады представляла собой батарею из шести 76-мм орудий с личным составом в 87 человек и восемью 45-мм пушками с 72 людьми. В бригаде имелось девять 82-мм миномётов. Всего при формировании в бригаде насчитывалось 3954 человек.

### Боевые действия
В составе действующей армии во время Великой Отечественной войны с 18 июля 1941 года по 15 марта 1942 года в составе ВМФ и РККА и с 23 марта 1942 по 25 июля 1942 года в составе ВМФ.
20 — 22 июля 1941 года бригада была переброшена с причалов на Васильевском острове в Шлиссельбург.
В первые бои воины бригады вступили уже 24 июля 1941 года. Из состава бригады были сформированы два отряда особого назначения для высадки десанта на небольшие финские острова Мантсинсаари и Лункулансаари в Ладожском озере. Силами Ладожской военной флотилии воины бригады были переброшены к островам. Сначала был высажен 1-й отряд из 1200 человек на Лункулансаарии, который уже в первый день высадки был разбит: часть бойцов в течение 24 июля и 25 июля 1941 года была эвакуирована судами. По финским данным потери отряда составили 400—500 человек. 26 июля 1941 года 2-й отряд бригады в составе трёх стрелковых рот, трёх пулемётных взводов и шести 45-мм орудий приступил к высадке на Мансинсаари судами с острова Коневец и также в течение двух дней боёв был разбит: эвакуированы были всего 120 человек, прибывшие в Шлиссельбург. По финским оценкам всего за два десанта потери бригады составили 950 человек. По итогам операции дела на ряд командиров были переданы в военный трибунал. По его приговору за панику и потерю управления войсками были расстреляны командир и комиссар 2-го батальона подполковник Е. Н. Петров и батальонный комиссар Гуральник.
Затем бригада дислоцировалась на островах Валаамского архипелага, где на основе личного состава Валаамской школы боцманов был сформирован 3-й батальон бригады. В его состав входила рота из 207 человек, в большинстве своём — юнг. Кроме того, очевидно что и в районе Шлиссельбурга вновь комплектовался резервистами, курсантами военно-морских училищ и моряками, в том числе, прибывшими с Тихоокеанского флота, 4-й батальон бригады. Он 6-8 сентября 1941 года участвовал в обороне Шлиссельбурга, часть воинов бригады затем переправилась в крепость Орешек. Также с 4 по 8 сентября 1941 года 1-я и 2-я роты 3-го батальона бригады ведут бои с финским десантом, который был высажен на островок Рахмансаари, практически весь личный состав двух рот погиб или попал в плен. В сентябре 1941 года бригада переброшена в Невскую Дубровку.
В ночь с 19 на 20 сентября 1941 года передовые подразделения бригады форсируют Неву в районе Московской Дубровки вместе со 115-й стрелковой дивизией. В ночь остальные силы бригады в количестве 3225 краснофлотцев в ночь с 20 на 21 сентября 1941 года пытаются форсировать реку в районе 8-й ГЭС, но не смогли взять плацдарм и затем в течение нескольких дней 1-й, 2-й, 3-й и 5-й батальоны бригады переправилась на плацдарм, захваченный 115-й стрелковой дивизией (в дальнейшем стал называться Невский пятачок). Бригада, постоянно пополняясь, действует на пятачке до ноября 1941 года. Уже 17 октября 1941 года остатки бригады были сведены в сводный батальон, и в начале ноября 1941 года он был отведён в количестве 117 человек на правый берег Невы, на плацдарме остались ещё 37 человек из состава бригады, и это всё, что вообще осталось от соединения.
Бригада восстанавливается на берегу Ладожского озера, однако ещё в первых числах февраля 1942 года сводный батальон в количестве около 400 человек был передан в 6-ю бригаду морской пехоты. 15 марта 1942 года была возвращена в состав Военно-морского флота, продолжает вести оборону побережья Ладожского озера.
25 июля 1942 года расформирована в составе ВМФ.

## Подчинение
| Дата            | Фронт (округ)       | Армия                                        | Корпус (группа) | Примечания |
| --------------- | ------------------- | -------------------------------------------- | --------------- | ---------- |
| 01.08.1941 года | Балтийский флот     | Морская оборона Ленинграда и озёрного района | -               | -          |
| 01.09.1941 года | Балтийский флот     | Морская оборона Ленинграда и озёрного района | -               | -          |
| 01.10.1941 года | Ленинградский фронт | Невская оперативная группа                   | -               | -          |
| 01.11.1941 года | Ленинградский фронт | 1-я Невская оперативная группа               | -               | -          |
| 01.12.1941 года | Ленинградский фронт | 8-я армия                                    | -               | -          |
| 01.01.1942 года | Ленинградский фронт | 8-я армия                                    | -               | -          |
| 01.02.1942 года | Ленинградский фронт | -                                            | -               | -          |
| 01.03.1942 года | Ленинградский фронт | Невская оперативная группа                   | -               | -          |

## Состав
- 4 отдельных стрелковых батальона (в дальнейшем 5);
- отдельный артиллерийский дивизион
- миномётные батареи
- разведывательная рота
- отдельная рота связи
- сапёрная рота
- заградительная рота
- автотранспортная рота
- медико-санитарная рота.

## Командиры
- генерал-майор береговой службы Б. П. Ненашев (июль 1941 — ?)
- комбриг В. А. Малинников (15.11.1941 — ?)
- Генерал-майор береговой службы Г. Т. Григорьев (10.07.1942—20.07.1942)